# Esperanto (novela)
Esperanto es la primera novela del escritor argentino Rodrigo Fresán publicado inicialmente en enero de 1997 por la «Colección andanzas» de Tusquets Editores.
La novela narra una semana de la tormentosa vida de Federico Esperanto, un músico de treinta y cinco años que ya no compone debido a su trágico pasado.
De acuerdo a las propias notas del autor, el libro fue escrito entre marzo y mayo de 1995 entre Villa Giardino y Buenos Aires, inspirado en las últimas páginas de En busca del tiempo perdido, la obra maestra de Marcel Proust. El libro está dedicado a Claudia Gallegos.

## Estructura
| «La inteligenta personas lernas la interlingvon Esperanto rapide kaj facile. Esperanto estas la moderna, kultura lingvo por la internacia mondo. Simpla, fleksebla, praktiva, solvo de la problema de universala interkompreno, Esperanto meritas vian seriosan konsideron. Lernu la interlingvon Esperanto.» —Lazarus Ludwig Zamenhof (Doctor Esperanto). Epígrafe del libro. |

| «Nadie me entiende.» —Federico Esperanto. Segundo epígrafe. |

Está dividido en las siguientes nueve secciones:
1. Domingo
2. Lunes
3. Martes
4. Miércoles
5. Jueves
6. Viernes
7. Sábado
8. Domingo, otra vez
9. Feriado

Las secciones 2-8 describen lo que ocurrió durante la reciente semana vivida por el protagonista al momento de iniciar la obra, en la sección 1. La sección 9 cierra con notas aclaratorias y agradecimientos del autor.

## Argumento
La obra inicia un domingo, con Federico Esperanto despertando con resaca y malhumorado, huyendo de Buenos Aires en un marco conducido por su amigo y compañero de trabajo, La Montaña García.
Esperanto recuerda la semana que lo llevó hasta allí, comenzando por el lunes, de visita en la mansión de su familia, donde se siente viejo pese a sus 35 años, al no comprender a su famoso medio hermano Daniel, de 19 años y conocido como Tony en la farándula televisiva. Fede fue un famoso músico, ya en retirada y con una pésima relación con su madre, que visita de mala gana a un psicoanalista y actualmente es dueño de Cima Publicidad, una exitosa empresa publicitaria que comparte con La Montaña García, quien se lleva todo el trabajo junto al Trasho, un punk aburguesado. Esperanto evita a Woodstock Baby, un reportero que está detrás de la historia de una canción de su primera banda, Cuento Corto, de la que también formó parte Lisa, su antiguo amor, una guerrillera que junto a su hija Anita acabaron siendo entregadas por Esperanto y su amigo mientras hacían el servicio militar.
La esposa de Esperanto, Cecilia, una exmodelo con la que compuso su tema más conocido y con quien tuvieron una hija, Albertina, actualmente se encuentra recluida en un hospital psiquiátrico religioso, convertida a un cristianismo fanático. Cecilia no le persona que producto de las drogas dejara que su hija se ahogara en los mares de Búzios. Luego de visitarla al psiquiátrico, el remordimiento hace que Esperanto se abra por primera vez con su psicoanalista, Carlos Lombroso.
Al día siguiente, luego de un día de reflexión en un local de 24 hrs, se decide a ir a la discoteca Hell, para sanar su crisis amorosa. Allí, huyendo de Woodstock Baby, conoce a Big Bang, una joven que resulta ser hija de su enemigo de su época militar. Sin saber cómo, termina con ella y Dani/Tony drogados en un apartamento, proponiéndose a volver a componer. Sin embargo, Big Bang sufre un ataque así que Esperanto la lleva a su casa, donde descubre una revelación que lo llevarán a ejecutar una venganza. A la mañana siguiente, tras un sueño feliz de redención, despierta desorientado, con el sol dándole en la cara.